# Субъективный характер опыта
Субъективный характер опыта (переживания) — известное выражение, в котором указывается на то, что восприятие реальности определяется свойствами организма и, в частности, сенсорных систем. Выражение было введено Томасом Нагелем в известной работе «Что значит быть летучей мышью?» (1974), критикующей физикализм и редукционизм. Некоторые[кто?] считают, что, согласно данной концепции, существуют субъективные переживания, которые не фиксируются в физической информации.
Нагель в качестве примера выбрал летучих мышей, млекопитающих, обладающих сознанием, с совершенно отличным от человеческого перцептивным аппаратом и, соответственно, способом восприятия мира. Согласно его рассуждениям, мы можем предполагать, что быть летучей мышью — это как-то, однако не можем знать, каково это — быть летучей мышью и воспринимать мир как летучая мышь. Данный пример используется в качестве иллюстрации того, что человек неспособен знать о некоторых аспектах реальности, попросту недоступных его организму.
Концепция нашла отражения в различных областях философии. К примеру, Ким Аткинс экстраполирует выводы Нагеля на медицинскую этику и считает, что уважение к субъективному характеру опыта человека играет очень важную роль для уважения медицинской автономии пациента.